# Ondavka
Ondavka, ukrainisch Ондавка/Ondawka (bis 1927 slowakisch auch „Redetúvka“; ungarisch Ondavafő – bis 1907 Ondavka) ist eine Gemeinde im Osten der Slowakei mit 10 Einwohnern (Stand 31. Dezember 2024). Sie gehört zum Okres Bardejov, einem Kreis des Prešovský kraj, und wird zur traditionellen Landschaft Šariš gezählt.

## Geographie

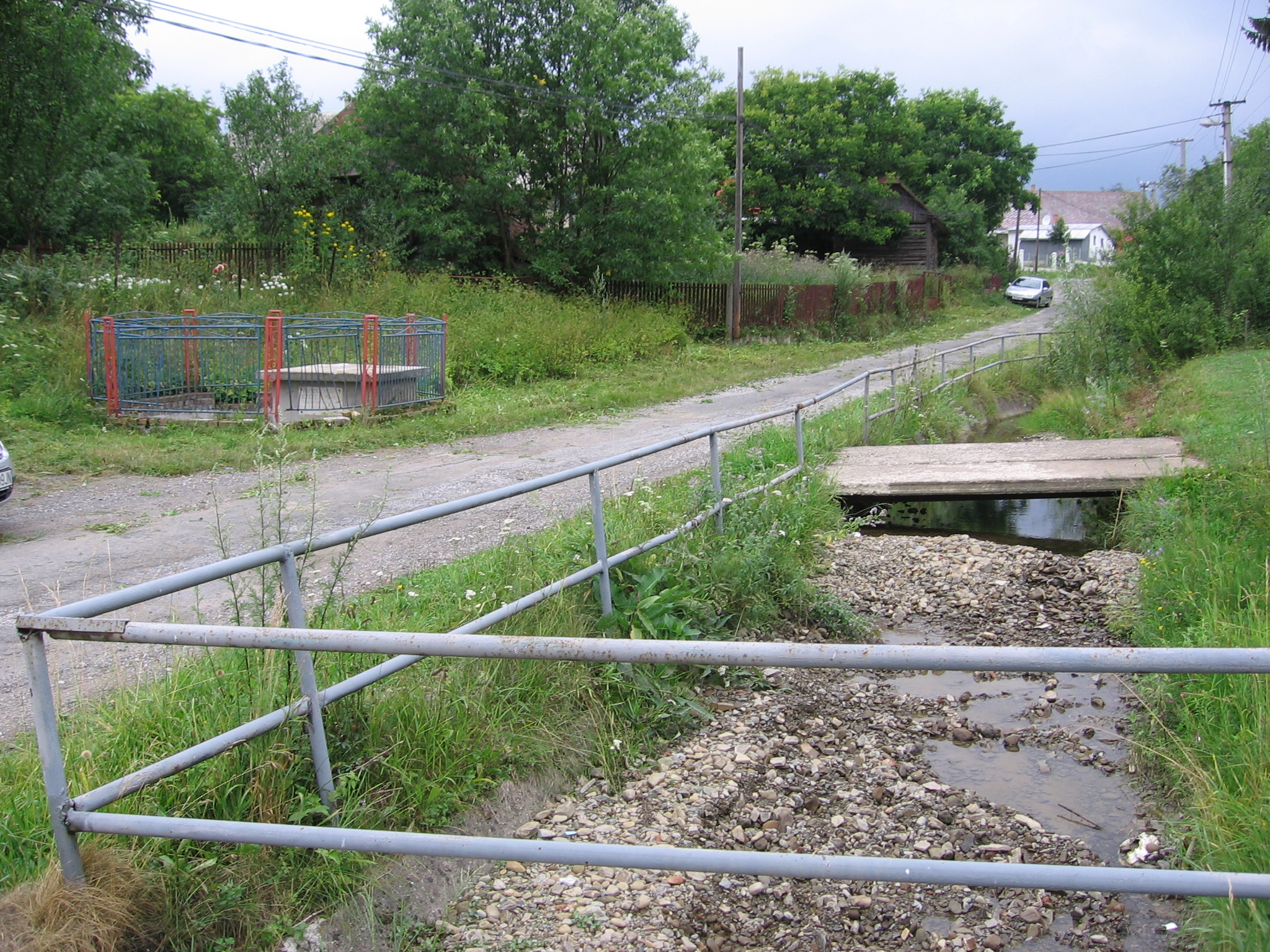
Die Ondava in Ondavka

Die Gemeinde befindet sich im nördlichen Teil der Niederen Beskiden, noch genauer im Bergland Ondavská vrchovina, im Quellbereich des Flusses Ondava, nahe der Staatsgrenze zu Polen. Das Ortszentrum liegt auf einer Höhe von 495 m n.m. und ist 23 Kilometer von Bardejov entfernt (Straßenentfernung).
Nachbargemeinden sind Uście Gorlickie (Ortschaft Konieczna, PL) im Norden, Sękowa (Ortschaft Radocyna, PL) im Nordosten, Vyšná Polianka im Osten und Südosten und Süden und Becherov im Südwesten und Westen.

## Geschichte
Ondavka wurde zum ersten Mal 1618 als Ondawka schriftlich erwähnt und lag damals in der Herrschaft von Makovica.
1787 hatte die Ortschaft 19 Häuser und 114 Einwohner, 1828 zählte man 25 Häuser und 190 Einwohner, die als Landwirte und Viehhalter beschäftigt waren. 
Bis 1918 gehörte der im Komitat Sáros liegende Ort zum Königreich Ungarn und kam danach zur Tschechoslowakei beziehungsweise heute Slowakei. Ein Brand im Jahr 1949 beschädigte große Teile von Ondavka. Nach dem Zweiten Weltkrieg pendelte ein Teil der Einwohner zur Arbeit in Industriebetriebe in Bardejov und Košice, die örtliche Einheitliche landwirtschaftliche Genossenschaft (Abk. JRD) wurde im Jahr 1951 gegründet.

## Bevölkerung
| Jahr                | 1994 | 2004     | 2014     | 2024     |
| ------------------- | ---- | -------- | -------- | -------- |
| Anzahl der Personen | 42   | 33       | 18       | 10       |
| Unterschied         |      | −21,42 % | −45,45 % | −44,44 % |

| Jahr                | 2023 | 2024    |
| ------------------- | ---- | ------- |
| Anzahl der Personen | 11   | 10      |
| Unterschied         |      | −9,09 % |

Nach der Volkszählung 2011 wohnten in Ondavka 22 Einwohner, davon  11 Russinen und neun Slowaken. Zwei Einwohner machte keine Angabe zur Ethnie.
14 Einwohner bekannten sich zur griechisch-katholischen Kirche, zwei Einwohner zur orthodoxen Kirche sowie jeweils ein Einwohner zur Evangelischen Kirche A. B. und zur römisch-katholischen Kirche. Zwei Einwohner waren konfessionslos und bei zwei Einwohnern wurde die Konfession nicht ermittelt.

## Bauwerke
- griechisch-katholische Kirche Schutz der Allheiligen Gottesgebärerin

## Verkehr
Nach Ondavka führt nur die Straße 3. Ordnung 3520 von Nižná Polianka (Anschluss an die Straße 1. Ordnung 77) heraus.